# Karczag László (orvos)
Karczag László, született Weiner (Szolnok, 1886. június 12. – Budapest, 1944. december 23.) orvos, egyetemi tanár, az MTA tagja.

## Élete
Karczag Sándor (Weiner Salamon) albertirsai születésű jogász, ügyvéd és Fuchs Etelka (1860–1924) fia. A Berlini Egyetemen vegytanból filozófiai doktorátust, majd a Budapesti Tudományegyetemen 1914-ben orvosi oklevelet szerzett. A Budapesti Tudományegyetem, illetve a Pázmány Péter Tudományegyetem I. számú Belgyógyászati Klinika egyetemi tanársegéde (1914–1923), egyetemi adjunktusa (1923–1944) és magántanára (1926–1944) volt.
1925-ben a Magyar Insulin Bizottság megbízásából Torontóban járt tanulmányúton, ahol az inzulin hatását vizsgálta. 1927-tól a Széchenyi Tudományos Társaság támogatásával kísérletes rákkutatással foglalkozott. 1932-től a budapesti Maglódi úti Kórházban a tüdőbetegosztály, 1935-től a Szent Rókus Kórház I. számú belbetegosztályának főorvosa volt. A német megszállást követően (Margarethe hadművelet), 1944. április 1-jén zsidó származása míatt kényszernyugdíjazták. Utána bujkálni kényszerült, de a nyilasok elfogták és agyonlőtték.
Jelentős kutatómunkát folytatott, így a vitális festéssel, szövetlégzéssel, daganatok kemoterápiájával, öröklési problémákkal, a vérfehérjékkel, hemodinamikával, a túlélő szervek vizsgálatával kapcsolatban. A vérképzés problémájának kutatása során jutott el ahhoz az anyaghoz, amely hatásában a későbbi B12-vitaminnal azonos. Vizsgálatairól Zürichben, Brüsszelben és Cambridge-ben tartott előadásokat.

### Magánélete
Házastársa Gunst Anna Ida (1893–1944) volt, Gunst Bertalan és Guttmann Hermin lánya, akivel 1921. június 15-én Budapesten, az Erzsébetvárosban kötött házasságot.

## Főbb művei
- Belső betegségek therápiája, különös tekintettel a kísérleti orvostanra
- Összefüggés a vegyületek szerkezete és élettani hatása között (Természettudományi Közlöny, 1911)
- Kísérletek tuberculosis allergia mesterséges befolyásolására (Orvosi Hetilap, 1917)
- The Use of the Albino Rat in Insulin Standardization. The Normal Blood Sugar and the Glycogen of the Liver and Muscles (Toronto, 1925)
- Methoden der Elektropie (Handbuch der biologischen Arbeitsmethoden. Berlin–Wien, 1925)
- Rosszindulatú daganatok chemotherapiás befolyásolása állatkísérletekben. – A rákkutatás néhány problémája és a szövettenyésztés. (Orvosi Hetilap, 1927)
- A röntgensugarak biológiai hatástalanságáról mesterséges szövettenyészetekkel szemben. Farkas Györggyel és Györgyi Gézával. (Magyar Orvosi Archívum, 1927)
- Hogyan védekezzünk úton és idegen országokban betegségek ellen? Az előszót gróf Hadik János írta. (A Kivándorlási Tanács iratai. 7. Budapest, 1929)
- A gyógyító sugarakról. – A kísérleti therápia módszereiről. (Orvosképzés, 1929)
- A rák kórtana. – A vérhas kezeléséről. (Orvosképzés, 1931)
- Adatok az acut fertőző betegségek klinikájához (Orvosképzés, 1933)
- A reticulo-endothelialis rendszer befolyása a chemotherápiás hatás alatt álló egérrákra (Magyar Orvosi Archívum, 1933)
- Az egészséges és kóros testnedvek oxydokatalitikus hatása a szöveti anyagcserére (Orvosi Hetilap, 1933)
- A haemoglobin spektrographiai vizsgálatáról ultraibolya anaemia perniciosa eseteiben. Császár Ferenccel és Hanák Máriával. – A hormonok befolyása a szöveti anyagcserére in vitro. Hanák Máriával. – A liquor cerebrospinalissal végzett vizsgálatok klinikai-diagnosztikai jelentőségéről. Hanák Máriával. – A táplálékok prénedvének hatása a szöveti anyagcserére in vitro. Hanák Máriával és Tímár Erzsébettel. – A vese szöveti anyagcseréje a funktionalis accomodatio alatt. Sellei Camillóval. (Orvosképzés, 1935)
- Az anaemia perniciosa pathogenesisére vonatkozó újirányú kutatásokról (Orvosi Hetilap, 1935)
- The Spectographic Anomalies of Gastric Juice in Pernicious Anaemia (Lancet, 1936)
- Verdauungssäfte und Blutbildung. Gleichzeitig ein Beitrag zur Pathogenese der perniziösen Anämie. Monográfia. (Budapest, 1939)

## Díjai, elismerései
- Korányi Frigyes-díj (1918)